# ناحیه روبیکن، میشیگان
ناحیه روبیکن (به انگلیسی: Rubicon Township) یک منطقهٔ مسکونی در ایالات متحده آمریکا است که در شهرستان هورون، میشیگان واقع شده‌است.
 ناحیه روبیکن ۶۱٫۵ کیلومتر مربع مساحت و ۷۷۸ نفر جمعیت دارد و ۱۹۹ متر بالاتر از سطح دریا واقع شده‌است.